# 1089 (číslo)
Tisíc osmdesát devět je přirozené číslo, které následuje po čísle tisíc osmdesát osm a předchází číslu tisíc devadesát.  Římskými číslicemi se zapisuje MLXXXIX a řeckými číslicemi ͵απθʹ.

## Matematika
1089 je:
- Čtvercové číslo
- Devítiúhelníkové číslo

### Vlastnosti
- Vezme se libovolné trojciferné číslo, jehož první číslice se musí od třetí lišit aspoň o dvě.
- Z původního čísla se vytvoří převrácený tvar.
- Poté se odečte to menší trojciferné číslo od toho většího.
- Získá se výsledek, k němuž se přičte číslo v obráceném tvaru. Vyjde 1089, ať je na počátku vybráno jakékoliv trojciferné číslo. Tento trik popisuje matematik David Acheson ve své knize 1089 a další parádní čísla (1089 and All That).[1]

Příklad:
- 521 − 125 = 396
- 396 + 693 = 1089

## Astronomie
- (1089) Tama je binární planetka hlavního pásu, kterou objevil v roce 1927 Okuro Oikawa

## Roky
- 1089
- 1089 př. n. l.